# Тома Кемпійський
Тома Кемпійський (лат. Thomas a Kempis; 1380 — 25 липня 1471) — німецький католицький містик, монах-августинець. Представник руху нової побожності. Народився у Кемпені, Кельнське єпископство, Священна Римська імперія. Син коваля Йоганна Гемеркена. Навчався у Девентерській школі (1392—1399). Став августинцем (1406), був висвячений на священника (1413). Субпріор монастиря святої Агнеси (з 1429). Помер у Зволле, Утрехтське єпископство, Священна Римська імперія. Автор «Про наслідування Христа», одного з найвідоміших християнських творів.

## Праці
- Про наслідування Христа (De Imitatione Christi). 1418.